# Qualificazioni al campionato mondiale maschile di pallavolo 2010
Le qualificazioni per il campionato mondiale di pallavolo maschile 2010, le cui fasi finali si terranno in Italia, si svolsero dal dicembre 2008 fino ad agosto 2009. A seconda del numero di squadre partecipanti per ogni continente si ebbero fino a tre fasi: la prima fase si svolse tra i mesi di dicembre 2008 e gennaio 2009, la seconda fase tra il 1° e il 31 maggio 2009 e la terza fase, quella definitiva, tra il 14 e il 30 agosto 2009.
Alle qualificazioni parteciparono 109 squadre di tutti e cinque i continenti, record assoluto per la competizione: 13 squadre africane, 33 nordamericane, 8 sudamericane, 21 asiatiche-oceaniche e 34 europee.
In totale si qualificarono per le fasi finali del campionato mondiale 22 squadre (3 dall'Africa, 4 dall'Asia-Oceania, 5 dal Nord America, 2 dal Sud America e 8 dall'Europa), oltre a due già qualificate, l'Italia, paese organizzatore e il Brasile, campione in carica.

## Squadre partecipanti
Segue l'elenco delle 109 nazionali partecipanti alle qualificazioni:
| - Albania - Algeria - Anguilla - Antigua e Barbuda - Antille Olandesi - Argentina - Aruba - Australia - Austria - Azerbaigian - Bahamas - Bangladesh - Barbados - Belgio - Belize - Bermuda - Bielorussia - Bolivia - Bosnia ed Erzegovina - Botswana - Bulgaria - Camerun | - Canada - Cile - Cina - Colombia - Corea del Sud - Costa Rica - Croazia - Cuba - Danimarca - Dominica - Ecuador - Egitto - El Salvador - Emirati Arabi Uniti - Estonia - Figi - Finlandia - Francia - Germania - Giamaica - Giappone - Grecia | - Grenada - Guatemala - Haiti - Honduras - India - Indonesia - Iran - Isole Cayman - Isole Vergini Americane - Isole Vergini Britanniche - Israele - Kazakistan - Kenya - Lettonia - Macao - Malawi - Maldive - Marocco - Mauritius - Messico - Moldavia - Montenegro | - Montserrat - Mozambico - Nicaragua - Nigeria - Norvegia - Nuova Zelanda - Oman - Paesi Bassi - Pakistan - Panama - Paraguay - Polonia - Portogallo - Porto Rico - Qatar - Regno Unito - Rep. Ceca - Rep. Dominicana - Romania - Russia - Saint Kitts e Nevis - Saint Vincent e Grenadine | - Samoa - Saint Lucia - Serbia - Slovacchia - Slovenia - Spagna - Stati Uniti - Sudafrica - Suriname - Svezia - Taipei cinese - Thailandia - Tonga - Trinidad e Tobago - Tunisia - Turchia - Ucraina - Ungheria - Uruguay - Venezuela - Zimbabwe |

## Qualificazioni continentali

### Africa
Delle 53 squadre CAVB:
- 13 squadre partecipanti.
- si qualificano 3 squadre.

### America del Nord
Delle 35 squadre NORCECA:
- 33 squadre partecipanti.
- si qualificano 5 squadre.

### America del Sud
Delle 12 squadre CSV:
- 8 squadre partecipanti.
- si qualificano 2 squadre (+1, considerando il Brasile, campione in carica).

### Asia e Oceania
Delle 65 squadre AVC:
- 21 squadre partecipanti.
- si qualificano 4 squadre.

### Europa
Delle 56 squadre CEV:
- 34 squadre partecipanti.
- si qualificano 8 squadre (+1, considerando l'Italia, paese ospitante).

## Squadre qualificate
- Italia: paese organizzatore.
- Brasile: campione in carica.

| Africa - Camerun - Egitto - Tunisia | America del Nord - Canada - Cuba - Messico - Porto Rico - Stati Uniti | America del Sud - Argentina - Venezuela | Asia e Oceania - Australia - Cina - Giappone - Iran | Europa - Bulgaria - Francia - Germania - Polonia - Rep. Ceca - Russia - Serbia - Spagna |